# ASEAN Club Championship 2005
Die ASEAN Club Championship 2005 war die zweite Ausgabe der ASEAN Club Championship. An dem internationalen Fußballwettbewerb nahmen acht Mannschaften aus acht Mitgliedsverbänden der ASEAN Football Federation teil. Ausgetragen wurde der Wettbewerb in Brunei.

## Teilnehmende Verbände
| Verband    | Mannschaften |
| ---------- | ------------ |
| Malaysia   | 1            |
| Vietnam    | 1            |
| Osttimor   | 1            |
| Kambodscha | 1            |
| Singapur   | 1            |
| Brunei     | 1            |
| Myanmar    | 1            |
| Thailand   | 1            |

## Teilnehmende Mannschaften
| Mannschaft             | Anmerkung                  |
| ---------------------- | -------------------------- |
| Pahang FA              | Meister 2004               |
| Hoàng Anh Gia Lai      | Meister 2004               |
| Zebra CF               | Meister 2004               |
| NagaCorp FC            | Meister 2004               |
| Tampines Rovers        | Meister 2004               |
| Brunei DPMM FC         | Gastgeber und Meister 2004 |
| Finance and Revenue FC | Meister 2004               |
| TTM FC                 | Meister 2004/05            |

## Austragungsort
| Hassanal Bolkiah National Stadium |
| --------------------------------- |
| Bandar Seri Begawan               |
| Brunei                            |
|                                   |

## Gruppenphase

### Gruppe A

#### Tabelle
| Pl. | Verein            | Sp. | S | U | N | Tore    | Diff. | Punkte |
| --- | ----------------- | --- | - | - | - | ------- | ----- | ------ |
| 1.  | Pahang FA         | 3   | 3 | 0 | 0 | 015:000 | +15   | 09     |
| 2.  | Hoàng Anh Gia Lai | 3   | 2 | 0 | 1 | 019:600 | +13   | 06     |
| 3.  | Zebra CF          | 3   | 1 | 0 | 2 | 002:220 | −20   | 03     |
| 4.  | NagaCorp FC       | 3   | 0 | 0 | 3 | 001:110 | −10   | 0      |

#### Spiele
| Datum         |                   | Ergebnis |                   |
| ------------- | ----------------- | -------- | ----------------- |
| 22. Juli 2005 | Zebra CF          | 3:0      | NagaCorp FC       |
| 22. Juli 2005 | Pahang FA         | 4.0:     | Hoàng Anh Gia Lai |
| 24. Juli 2005 | NagaCorp FC       | 1:5      | Hoàng Anh Gia Lai |
| 24. Juli 2005 | Pahang FA         | 5:0      | Zebra CF          |
| 26. Juli 2005 | Hoàng Anh Gia Lai | 14:1     | Zebra CF          |
| 26. Juli 2005 | NagaCorp FC       | 0:3      | Pahang FA         |

### Gruppe B

#### Tabelle
| Pl. | Verein                 | Sp. | S | U | N | Tore    | Diff. | Punkte |
| --- | ---------------------- | --- | - | - | - | ------- | ----- | ------ |
| 1.  | Tampines Rovers        | 3   | 3 | 0 | 0 | 006:200 | +4    | 09     |
| 2.  | Brunei DPMM FC         | 3   | 1 | 1 | 1 | 004:400 | ±0    | 04     |
| 3.  | Finance and Revenue FC | 3   | 1 | 0 | 2 | 004:500 | −1    | 03     |
| 4.  | TTM FC                 | 3   | 0 | 1 | 2 | 004:700 | −3    | 01     |

#### Spiele
| Datum         |                        | Ergebnis |                        |
| ------------- | ---------------------- | -------- | ---------------------- |
| 23. Juli 2005 | Brunei DPMM FC         | 2:2      | TTM FC                 |
| 23. Juli 2005 | Tampines Rovers        | 2:1      | Finance and Revenue FC |
| 25. Juli 2005 | Finance and Revenue FC | 1:2      | Brunei DPMM FC         |
| 25. Juli 2005 | TTM FC                 | 1:3      | Tampines Rovers        |
| 27. Juli 2005 | Brunei DPMM FC         | 0:1      | Tampines Rovers        |
| 27. Juli 2005 | Finance and Revenue FC | 2:1      | TTM FC                 |

## Halbfinale
| Datum         |                 | Ergebnis              |                   |
| ------------- | --------------- | --------------------- | ----------------- |
| 29. Juli 2005 | Pahang FA       | 1:0                   | Brunei DPMM FC    |
| 29. Juli 2005 | Tampines Rovers | 0:0 n. V. (5:3 i. E.) | Hoàng Anh Gia Lai |

## Finale
| Datum         |           | Ergebnis |                 |
| ------------- | --------- | -------- | --------------- |
| 31. Juli 2005 | Pahang FA | 2:4      | Tampines Rovers |

## Platzierung
| Platz    | Mannschaft                       |
| -------- | -------------------------------- |
| 1. Platz | Tampines Rovers                  |
| 2. Platz | Pahang FA                        |
| 3. Platz | Brunei DPMM FC Hoàng Anh Gia Lai |